# Colin Charvis
Colin Lloyd Charvis (* 27. Dezember 1972 in Sutton Coldfield, England) ist ein ehemaliger walisischer Rugby-Union-Spieler, der auf den Positionen des Flügelstürmers und der Nummer Acht eingesetzt wurde. Er spielte zuletzt für die Newport Gwent Dragons und war Teil der walisischen Nationalmannschaft.
Charvis begann seine Karriere bei den London Welsh, bevor er 1995 zum walisischen Club Swansea RFC wechselte. Sein erstes Länderspiel bestritt er im Jahr darauf gegen Australien. Bald darauf wurde er zum Kapitän des Nationalteams berufen und war Teil des Kaders der British and Irish Lions 2001.
Charvis blieb bis zum Jahr 2003 bei Swansea, bis sich die Vereinsstruktur in Wales veränderte. Aus den bisherigen Clubs wurden regionale Teams gebildet, die in der professionellen Celtic League gegen schottische und irische Mannschaften antreten. Im Anschluss an die Weltmeisterschaft 2003 wechselte er zu Tarbes nach Frankreich und bald darauf zu den Newcastle Falcons, bei denen er auch Kapitän war. Sein Vertrag mit den Falcons wurde am Ende der Saison 2005/06 nicht verlängert, so dass er zu den Newport Gwent Dragons wechselte.
Charvis hält den Weltrekord für die meisten erzielten Versuche durch einen Stürmer. Am 24. November 2007 legte er gegen den amtierenden Weltmeister Südafrika den letzten seiner 22 Versuche.
Nach der Saison 2008/09 beendete Charvis seine Clubkarriere. Für seine letzte Spielzeit hat er seinen Kontrakt bei den Dragons verlängert und war dort vor allem als Trainer für die Defensive aktiv. Bei Bedarf wurde er jedoch weiterhin als Spieler eingesetzt. In der kommenden Saison wird er ausschließlich als Assistenztrainer arbeiten.